# شوفالييه دي بوروجارد
شوفالييه دي بوروجارد (بالفرنسية: Chevalier de Beauregard)‏ هو عسكري فرنسي، ولد في 1665، وتوفي في 1692.